# Boucles de l'Aulne 2016
La Boucles de l'Aulne 2016 sont la 59e édition de cette course cycliste masculine sur route. Elle a eu lieu le 29 mai 2016 à Châteaulin (Finistère), en France, et fait partie du calendrier UCI Europe Tour 2016 en catégorie 1.1. C'est également la onzième épreuve de la Coupe de France sur route.
La course est remportée par le Français Samuel Dumoulin (AG2R La Mondiale) qui s'impose lors d'un sprint de plusieurs coureurs devant deux autres Français, Arthur Vichot (FDJ) et Clément Venturini (Cofidis). Vainqueur du Grand Prix de Plumelec-Morbihan la veille, Samuel Dumoulin prend la tête du classement de la coupe de France après cette victoire.

## Classement final
| \| Classement général \| Classement général \| Classement général \| Classement général \| Classement général \| \| Coureur \| Coureur \| Pays \| Équipe \| Temps \| \| ------------------ \| ------------------ \| ------------------ \| ------------------------------------- \| ------------------ \| \| 1er \| Samuel Dumoulin \| France \| AG2R La Mondiale \| 3 h 56 min 28 s \| \| 2e \| Arthur Vichot \| France \| FDJ \| + 0 s \| \| 3e \| Clément Venturini \| France \| Cofidis, Solutions Crédits \| + 0 s \| \| 4e \| Maxime Vantomme \| Belgique \| Roubaix Métropole européenne de Lille \| + 0 s \| \| 5e \| Julien Duval \| France \| Armée de terre \| + 0 s \| \| 6e \| Marco Tizza \| Italie \| D'Amico Bottecchia \| + 0 s \| \| 7e \| José Gonçalves \| Portugal \| Caja Rural-Seguros RGA \| + 0 s \| \| 8e \| David Menut \| France \| HP BTP-Auber 93 \| + 0 s \| \| 9e \| Romain Hardy \| France \| Cofidis, Solutions Crédits \| + 0 s \| \| 10e \| Adrián González \| Espagne \| Euskadi Basque Country-Murias \| + 0 s \| |                   |          |                                       |                 |
| |                   |          |                                       |                 |
| Source : ProCyclingStats |                   |          |                                       |                 |
| Classement général |                   |          |                                       |                 |
| Coureur | Coureur           | Pays     | Équipe                                | Temps           |
| 1er | Samuel Dumoulin   | France   | AG2R La Mondiale                      | 3 h 56 min 28 s |
| 2e | Arthur Vichot     | France   | FDJ                                   | + 0 s           |
| 3e | Clément Venturini | France   | Cofidis, Solutions Crédits            | + 0 s           |
| 4e | Maxime Vantomme   | Belgique | Roubaix Métropole européenne de Lille | + 0 s           |
| 5e | Julien Duval      | France   | Armée de terre                        | + 0 s           |
| 6e | Marco Tizza       | Italie   | D'Amico Bottecchia                    | + 0 s           |
| 7e | José Gonçalves    | Portugal | Caja Rural-Seguros RGA                | + 0 s           |
| 8e | David Menut       | France   | HP BTP-Auber 93                       | + 0 s           |
| 9e | Romain Hardy      | France   | Cofidis, Solutions Crédits            | + 0 s           |
| 10e | Adrián González   | Espagne  | Euskadi Basque Country-Murias         | + 0 s           |